# Jeová Elias Ferreira
Jeová Elias Ferreira (* 24. August 1961 in Sobral, Ceará) ist ein brasilianischer Geistlicher und römisch-katholischer Bischof von Goiás.

Wappen von de Jeová Elias Ferreira.

## Leben
Jeová Elias Ferreira studierte Philosophie und Katholische Theologie am Priesterseminar Nossa Senhora de Fátima in Brasília. Er empfing am 30. November 1991 in der Kathedrale von Brasília das Sakrament der Priesterweihe.
Nach der Priesterweihe war Jeová Elias Ferreira zunächst als Pfarradministrator der Quasipfarrei Nossa Senhora das Graças in Samambaia tätig, bevor er im Februar 1992 Pfarrer der Pfarrei Santíssima Trindade in Ceilândia wurde. Von September 1993 bis Januar 2017 war Ferreira Pfarrer der Pfarrei Nossa Senhora do Rosário de Fátima in Sobradinho. Daneben erwarb er im Jahr 2000 an der Universidade Estadual do Ceará in Fortaleza ein Lizenziat im Fach Philosophie. Von 2004 bis 2005 lehrte Jeová Elias Ferreira zudem Christliche Soziallehre am Priesterseminar Nossa Senhora de Fátima in Brasília. Ferner war er von 2007 bis 2015 Bischofsvikar des Vikariats Nord des Erzbistums Brasília.
2017 absolvierte Jeová Elias Ferreira am Centro Bíblico Teológico Pastoral para América Latina y El Caribe in Bogotá Fortbildungskurse im Fach Pastoraltheologie und erwarb 2018 an der Päpstlichen Universität Bolivariana ein Lizenziat in diesem Fach. 2019 wurde Ferreira Generalvikar des Erzbistums Brasília und Pfarrer der Pfarrei Nossa Senhora de Nazaré in Planaltina. Zudem war er Mitglied des Konsultorenkollegiums und des Diözesanvermögensverwaltungsrats.
Am 27. Mai 2020 ernannte ihn Papst Franziskus zum Bischof von Goiás. Der Erzbischof von São Salvador da Bahia, Sérgio Kardinal da Rocha, spendete ihm am 22. August desselben Jahres in der Kathedrale von Brasília die Bischofsweihe; Mitkonsekratoren waren der emeritierte Erzbischof von Aparecida, Raymundo Kardinal Damasceno Assis, und der emeritierte Bischof von Goiás, Eugène Rixen. Die Amtseinführung erfolgte am 13. September 2020.